# Wasserstraßen- und Schifffahrtsamt Regensburg
Das Wasserstraßen- und Schifffahrtsamt Regensburg (WSA Regensburg) war ein Wasserstraßen- und Schifffahrtsamt in Deutschland. Es gehörte zum Dienstbereich der Generaldirektion Wasserstraßen und Schifffahrt, vormals Wasser- und Schifffahrtsdirektion Süd.
Durch die Zusammenlegung der Wasserstraßen- und Schifffahrtsämter Regensburg und Nürnberg ging es am 2. Mai 2019 im neuen Wasserstraßen- und Schifffahrtsamt Donau MDK auf.

## Zuständigkeit

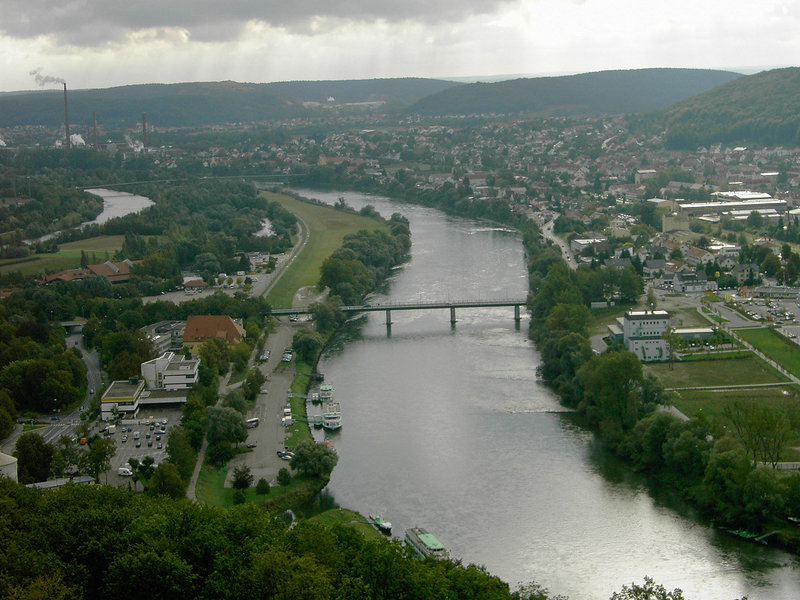
Donau in Kelheim

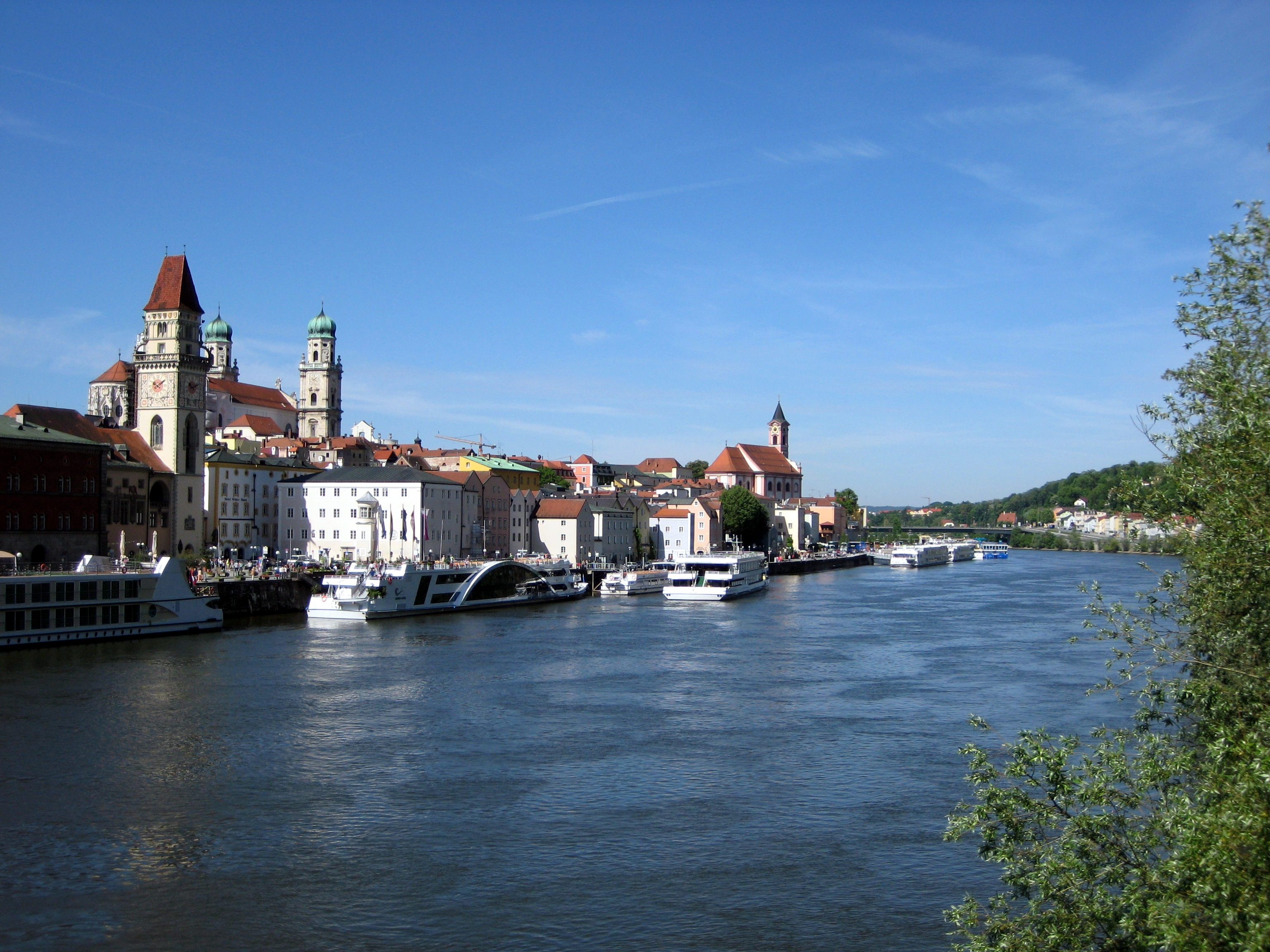
Donau in Passau

Das Wasserstraßen- und Schifffahrtsamt Regensburg war zuständig für die Bundeswasserstraße Donau von Kelheim (Donau-km 2414,72 gut drei Kilometer oberhalb der Einmündung des Main-Donau-Kanals) bis Passau (Donau-km 2201,75 an der deutsch-österreichischen Grenze).

## Aufgaben
Zu den Aufgaben des Wasserstraßen- und Schifffahrtsamtes Regensburg gehörten:
- Unterhaltung der Bundeswasserstraßen im Amtsbereich
- Betrieb und Unterhaltung der Schleusen Bad Abbach, Geisling, Jochenstein, Kachlet, Regensburg und Straubing
- Betrieb und Unterhaltung baulicher Anlagen wie z. B. Wehre und Brücken
- Aus- und Neubau
- Unterhaltung und Betrieb der Schifffahrtszeichen
- Messung von Wasserständen
- Übernahme strom- und schifffahrtspolizeilicher Aufgaben.

## Außenbezirke
Die Außenbezirke (ABz) in Regensburg, Straubing, Deggendorf und Passau sowie der Bauhof Passau wurden dem neuen WSA Donau MDK unterstellt

## Kleinfahrzeugkennzeichen
Den Kleinfahrzeugen im Bereich des Wasserstraßen- und Schifffahrtsamtes Regensburg wurden Kleinfahrzeugkennzeichen mit der Kennung R zugewiesen.